# Edegem-anders
Edegem-anders was een Belgische lokale politieke partij te Edegem.

## Geschiedenis
De partij werd opgericht in 2005 als CVP-VU-scheurlijst rond toenmalig gemeenteraadslid Louis Convents. Bij de gemeenteraadsverkiezingen van 2006 overtuigde de partij 13,85% van de Edegemse kiezers, goed voor 3 zetels in de gemeenteraad. Verkozen waren naast lijsttrekker Convents, Cynthia Govers en Guy Van Sande.  In mei 2011 werd bekend dat de verkozenen van deze partij (alsook een OCMW-raadslid) de overstap maakten naar N-VA.
Twee voormalige vertegenwoordigers van de partij kwamen later in de media met betrekking tot zedenfeiten, met name Louis Convents en Guy Van Sande. Ook later burgemeester Koen Metsu maakte (vanaf 2007) deel uit van deze partij, evenals Witte Tornado's-coördinator Peter Van Lint en voormalig voetballer Juan Lozano.